# The Making of Maddalena
The Making of Maddalena is een Amerikaanse dramafilm uit 1916 onder regie van Frank Lloyd.

## Verhaal
Het Italiaanse boerenmeisje Maddalena doet dienst als model voor de rijke, Amerikaanse kunststudent George Hale. Als George bericht krijgt dat zijn Amerikaanse verloofde het wil uitmaken, besluit hij om te trouwen met Maddalena. Ze krijgen samen een zoontje. De vader van George keurt de relatie af en hij komt naar Italië om zijn zoon en kleinzoon op te halen. Maddalena blijft alleen achter, maar ze reist George achterna in het voetspoor van een rijke Amerikaanse vrouw. Ze wordt ziekenzuster, als er een epidemie uitbreekt onder de straatkinderen van New York. Wanneer haar eigen zoontje getroffen wordt door de ziekte, gaat ze waken aan zijn ziekbed. Zo kunnen George en Maddalena eindelijk weer bij elkaar zijn.

## Rolverdeling
| Acteur               | Personage            |
| -------------------- | -------------------- |
| Edna Goodrich        | Maddalena            |
| Forrest Stanley      | George Hale          |
| Howard Davies        | Angelo               |
| John Burton          | Randolph Hale        |
| Mary Mersch          | Blanche Belgrave     |
| Colin Chase          | Augustus Foster      |
| Juan de la Cruz      | Benedetto Pastorelli |
| Laura La Varnie      | Marie                |
| Katherine Griffith   | Mevrouw Wright       |
| Mary Bunting         | Mevrouw Hale         |
| Violet White         |                      |
| Walter S. Fredericks |                      |